# 日印安保共同宣言
《日印安保共同宣言》，全稱日本國和印度關於安全保障合作的共同宣言是2008年日本內閣總理大臣麻生太郎和印度總理曼莫漢·辛格簽訂的促進兩國間安全保障合作的一份共同宣言。
2008年10月21日至23日，辛格對日本展開為期三天的國事訪問。期間的10月22日，麻生和辛格在首相官邸舉行首腦會議，簽訂了《日印安保共同宣言》。宣言主要強調在反恐與核不擴散等有關安全保障的領域的合作的深化，具體包括共享恐怖主義資金情報、促進自衛隊和印度軍隊之間，尤其是針對於海上安全問題的海上自衛隊和印度海軍之間的對話、交流和合作以及防務部門的交流；在災害應對、裁軍等問題上加強合作；雙方同意盡快制定具體的行動計劃。
兩國還強調日本和印度以「基本的價值和共同的利益」推進合作。同時，日本將向印度貸款4,500億日圓以援助印度西部高速貨物專用鐵道建設計劃，這是日本史上單一項目對外貸款的最高紀錄。

## 外部連結
- （日語）外務省: 日本國和印度關於安全保障合作的共同宣言 （页面存档备份，存于） 外務省
- （英文）Joint Declaration on Security Cooperation between Japan and India （页面存档备份，存于）